# 대한민국 형사소송법 제286조의2
대한민국 형사소송법 제415조는 재항고에 대한 형사소송법의 조문이다.

## 조문
제286조의2(간이공판절차의 결정) 피고인이 공판정에서 공소사실에 대하여 자백한 때에는 법원은 그 공소사실에 한하여 간이공판절차에 의하여 심판할 것을 결정할 수 있다. <개정 1995.12.29>
[본조신설 1973.1.25]

## 참고 문헌
- 손동권 신이철, 새로운 형사소송법(초판, 2013), 세창, 2013. ISBN 9788984114081